# Lens-Lestang
Pour les articles homonymes, voir Lens.
Lens-Lestang [lɑ̃s lɛstɑ̃] est une commune française située dans le département de la Drôme en région Auvergne-Rhône-Alpes.

## Géographie

### Localisation
Lens-Lestang est situé dans le nord du département, en bordure avec l'Isère, à 20 km à l'est de Chanas et à 5 km de Beaurepaire.

### Relief et géologie
Sites particuliers :
Site Géoportail (carte IGN) :
- Combe Bouzat
- Combe de la Font
- Combe de l'Échatel
- Combe de Levaux
- Combe des Morts
- Combe du Gray
- Combe Falconon
- Combe Marion
- Combe Marmiton
- Coteau de la Garenne

### Hydrographie
La commune est arrosée par les cours d'eau suivants :
- l'Échatel de Saint-Didier ;
- le Dolure ;
- Le Regrimay, affluent du Dolure ;
- Torrent de Frémuzet.

### Climat
Pour des articles plus généraux, voir Climat d'Auvergne-Rhône-Alpes et Climat de la Drôme.
En 2010, le climat de la commune est de type climat océanique altéré, selon une étude du CNRS s'appuyant sur une série de données couvrant la période 1971-2000. En 2020, Météo-France publie une typologie des climats de la France métropolitaine dans laquelle la commune est dans une zone de transition entre le climat de montagne et le climat méditerranéen et est dans la région climatique  Moyenne vallée du Rhône, caractérisée par un bon ensoleillement en été (fraction d’insolation > 60 %), une forte amplitude thermique annuelle (4 à 20 °C), un air sec en toutes saisons, orageux en été, des vents forts (mistral), une pluviométrie élevée en automne (250 à 300 mm).
Pour la période 1971-2000, la température annuelle moyenne est de 11,9 °C, avec une amplitude thermique annuelle de 18 °C. Le cumul annuel moyen de précipitations est de 958 mm, avec 8,8 jours de précipitations en janvier et 6,6 jours en juillet. Pour la période 1991-2020, la température moyenne annuelle observée sur la station météorologique de Météo-France la plus proche, sur la commune de Saint-Sorlin-en-Valloire à 7 km à vol d'oiseau, est de 13,0 °C et le cumul annuel moyen de précipitations est de 854,9 mm,. Pour l'avenir, les paramètres climatiques de la commune estimés pour 2050 selon différents scénarios d'émission de gaz à effet de serre sont consultables sur un site dédié publié par Météo-France en novembre 2022.

## Urbanisme

### Typologie
Au 1er janvier 2024, Lens-Lestang est catégorisée commune rurale à habitat dispersé, selon la nouvelle grille communale de densité à 7 niveaux définie par l'Insee en 2022.
Elle est située hors unité urbaine. Par ailleurs la commune fait partie de l'aire d'attraction de Beaurepaire, dont elle est une commune de la couronne,. Cette aire, qui regroupe 10 communes, est catégorisée dans les aires de moins de 50 000 habitants,.

### Occupation des sols
L'occupation des sols de la commune, telle qu'elle ressort de la base de données européenne d’occupation biophysique des sols Corine Land Cover (CLC), est marquée par l'importance des territoires agricoles (61,4 % en 2018), une proportion sensiblement équivalente à celle de 1990 (62 %). La répartition détaillée en 2018 est la suivante : 
terres arables (44,1 %), forêts (35,1 %), zones agricoles hétérogènes (9,1 %), prairies (8,1 %), zones urbanisées (3,6 %), cultures permanentes (0,1 %). L'évolution de l’occupation des sols de la commune et de ses infrastructures peut être observée sur les différentes représentations cartographiques du territoire : la carte de Cassini (XVIIIe siècle), la carte d'état-major (1820-1866) et les cartes ou photos aériennes de l'IGN pour la période actuelle (1950 à aujourd'hui).

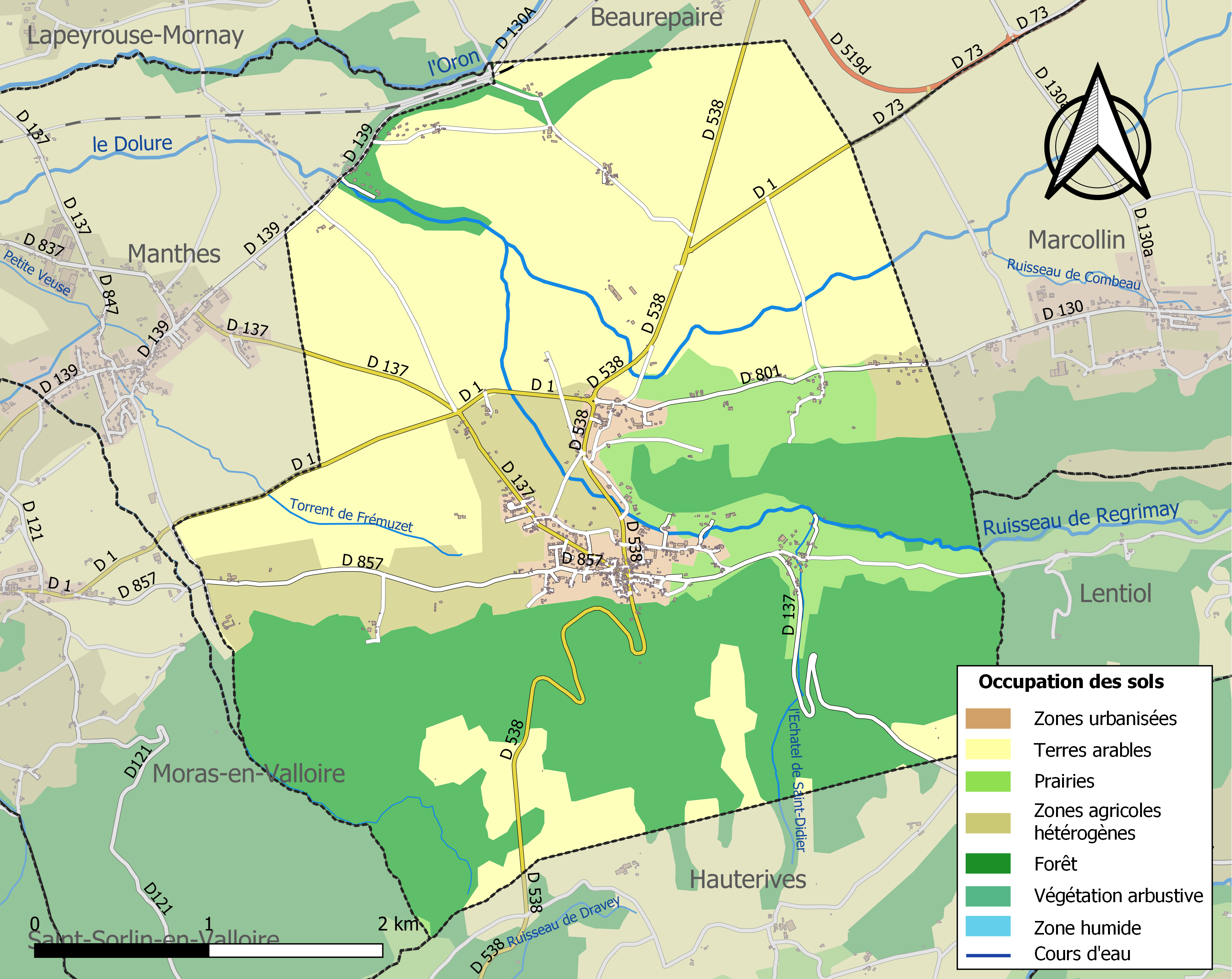
Carte des infrastructures et de l'occupation des sols de la commune en 2018 (CLC).

### Morphologie urbaine

#### Quartiers, hameaux et lieux-dits
Site Géoportail (carte IGN) :
- Barbonnière
- Bois de Levaux
- Bois des Potences
- Bois du Double
- Carmone
- Champ de la Dame
- Champ du Clerc
- Champs Fumat
- Château du Double
- Château Levaux
- Chatenay
- Chemin de la Vie Bosson
- Fafay
- Imbeau
- la Grande Raie
- la Saône
- le Bourgeat
- le Couiment
- le Gelas
- le Paletou
- les Biesses
- les Bouchassels
- les Bouyonnes
- les Charmes
- les Curtils
- les Granges
- les Mollies
- les Pérouses
- les Petites Biesses
- le Vernet
- Marion
- Peytefoux
- Pignerol
- Saint-Didier

## Toponymie

### Attestations
Dictionnaire topographique du département de la Drôme :
- 1055 : in Lento (cartulaire de Saint-André-le-Bas, 265).
- XIIe siècle : vicus de Lantuis et Lent (cartulaire de Saint-André-le-Bas, 97).
- 1268 : grangia de Lentio, in parrochia de Serra, Viennensis diocesis (cartulaire de Léoncel, 231).
- 1311 : mention de la paroisse : parrochia de Lento (Lacroix, Le canton du Grand-Serre, 67).
- 1390 : dominus de Lencio (choix de documents, 197).
- XIVe siècle : mention de la paroisse : capella de Lemto (pouillé de Vienne).
- 1474 : de Lemptis (archives de la Drôme, E 3557).
- 1521 : mention de la paroisse : ecclesia Lenti (pouillé de Vienne).
- 1568 : Len (Bull. soc. d'archéol., XIX, 26).
- 1675 : Lent (archives de la Drôme, E 3562).
- 1790 : le Petit Lens (nom vulgaire).
- 1891 : Lens-Lestang, commune du canton du Grand-Serre.

### Étymologie
Plusieurs hypothèses :
- Peut-être d'un nom de personne gaulois Lentus, variation de Lentius[14].
- Plus sérieusement : du mot gaulois lindon « liquide », semblable au vieil irlandais lind, irlandais lin (cf. Dublin), vieux breton lin « étang, lac »[15].

Le sens de ce mot étant devenu opaque, il a été traduit par son correspondant roman estang, estanc « étendue d'eau dont les bords arrêtent l'écoulement » puis étang[réf. nécessaire].

## Histoire

### Du Moyen Âge à la Révolution
La seigneurie :
- Au point de vue féodal, Lens-Lestang était une partie de la terre de Moras.
- Elle fait partie du domaine des dauphins.
- 1574 : acquise par les Murat de l'estang. Lentio, devient Lens-Lestang.
- 1643 : Les Murat obtiennent l'érection de leurs terres (Lens-Lestang, Lentiol, Marcolin et Vinay) en marquisat de Lestang. Ce marquisat est resté dans la famille des Murat jusqu'à la Révolution.

La paroisse de Lens-Lestang dépendait de Moras jusqu'au XVIIe siècle.
1650 : Lens-Lestang fut distraite de la communauté de Moras (ou 1654).
1774 (démographie) : 210 familles.
Avant 1790, Lens-Lestang était une communauté de l'élection et subdélégation de Romans et du bailliage de Saint-Marcellin.

Elle formait une paroisse du diocèse de Vienne dont l'église, dédiée à saint Jean-Baptiste, dépendait du prieur du Grand-Serre qui y prenait la dîme et présentait à la cure.

### De la Révolution à nos jours
En 1790, la commune de Lens-Lestang est comprise dans le canton de Moras. La réorganisation de l'an VIII la fait entrer dans celui du Grand-Serre.
En 1855, le territoire de cette commune a été diminué d'une partie de la commune de Lapeyrouse-Mornay[réf. nécessaire].

## Politique et administration

### Liste des maires
| Période                                                                      | Période                    | Identité                            | Étiquette | Qualité       |
| ---------------------------------------------------------------------------- | -------------------------- | ----------------------------------- | --------- | ------------- |
| Les données manquantes sont à compléter. : de la Révolution au Second Empire |                            |                                     |           |               |
| 1848                                                                         | 1854                       | BOIS François                       |           |               |
| 1856                                                                         | 1862                       | GIRAUD Joseph Frédéric              |           |               |
| Les données manquantes sont à compléter. : depuis la fin du Second Empire    |                            |                                     |           |               |
| 1863                                                                         | 1877                       | MOULIN Louis Marie Adolphe          |           |               |
| 1878                                                                         | 1884                       | MEYNIER Antoine                     |           |               |
| 1884                                                                         | 1888                       | ANNEQUIN François Xavier            |           |               |
| 1888                                                                         | 1896                       | MUETTON Rémy                        |           |               |
| 1896                                                                         | 1904                       | MEYNIER Marie Joseph Antoine        |           |               |
|                                                                              |                            | ?                                   |           |               |
|                                                                              |                            | ?                                   |           |               |
|                                                                              |                            | ?                                   |           |               |
| 1904                                                                         | 1908                       | ?                                   |           |               |
| 1908                                                                         | 1912                       | ?                                   |           |               |
| 1912                                                                         | 1919                       | ?                                   |           |               |
| 1919                                                                         | 1925                       | ?                                   |           |               |
| 1925                                                                         | 1929                       | ?                                   |           |               |
| 1929                                                                         | 1935                       | ?                                   |           |               |
| 1935                                                                         | 1945                       | ?                                   |           |               |
| 1945                                                                         | 1947                       | ?                                   |           |               |
| 1947                                                                         | 1953                       | ?                                   |           |               |
| 1953                                                                         | 1959                       | ?                                   |           |               |
| 1959                                                                         | 1965                       | ?                                   |           |               |
| 1965                                                                         | 1971                       | ?                                   |           |               |
| 1971                                                                         | 1977                       | ?                                   |           |               |
| 1977                                                                         | ? (†)                      | Maurice Novat                       | DVG       |               |
| ? (élection ?)                                                               | 1983                       | ?                                   |           |               |
| 1983                                                                         | 1989                       | ?                                   |           |               |
| 1989                                                                         | 1995                       | ?                                   |           |               |
| 1995                                                                         | 2001                       | ?                                   |           |               |
| 2001                                                                         | 2008                       | Jean-Pierre Olmos                   | DVG       |               |
| 2008                                                                         | 2014                       | Jean-Pierre Olmos                   |           | maire sortant |
| 2014                                                                         | 2019 (17 sept.) (†)        | Jean-Pierre Frize                   |           | fonctionnaire |
| 2019 (29 nov.) (élection ?)                                                  | 2020                       | François Faure                      |           | retraité      |
| 2020                                                                         | En cours (au 30 mars 2021) | François Faure[source insuffisante] |           | maire sortant |

## Population et société

### Démographie
L'évolution du nombre d'habitants est connue à travers les recensements de la population effectués dans la commune depuis 1793. Pour les communes de moins de 10 000 habitants, une enquête de recensement portant sur toute la population est réalisée tous les cinq ans, les populations de référence des années intermédiaires étant quant à elles estimées par interpolation ou extrapolation. Pour la commune, le premier recensement exhaustif entrant dans le cadre du nouveau dispositif a été réalisé en 2007.

En 2022, la commune comptait 885 habitants, en évolution de +3,03 % par rapport à 2016 (Drôme : +2,64 %, France hors Mayotte : +2,11 %).
| 1793  | 1800  | 1806  | 1821  | 1831  | 1836  | 1841  | 1846  | 1851  |
| ----- | ----- | ----- | ----- | ----- | ----- | ----- | ----- | ----- |
| 1 055 | 1 046 | 1 166 | 1 316 | 1 532 | 1 525 | 1 602 | 1 710 | 1 744 |

| 1856  | 1861  | 1866  | 1872  | 1876  | 1881  | 1886  | 1891  | 1896  |
| ----- | ----- | ----- | ----- | ----- | ----- | ----- | ----- | ----- |
| 1 492 | 1 454 | 1 420 | 1 411 | 1 426 | 1 394 | 1 314 | 1 216 | 1 167 |

| 1901  | 1906  | 1911 | 1921 | 1926 | 1931 | 1936 | 1946 | 1954 |
| ----- | ----- | ---- | ---- | ---- | ---- | ---- | ---- | ---- |
| 1 012 | 1 013 | 976  | 860  | 856  | 770  | 720  | 747  | 791  |

| 1962 | 1968 | 1975 | 1982 | 1990 | 1999 | 2006 | 2007 | 2012 |
| ---- | ---- | ---- | ---- | ---- | ---- | ---- | ---- | ---- |
| 701  | 655  | 636  | 672  | 629  | 667  | 775  | 790  | 829  |

| 2017 | 2022 | - | - | - | - | - | - | - |
| ---- | ---- | - | - | - | - | - | - | - |
| 882  | 885  | - | - | - | - | - | - | - |

### Enseignement
La commune relève de l’académie de Grenoble.

### Cultes

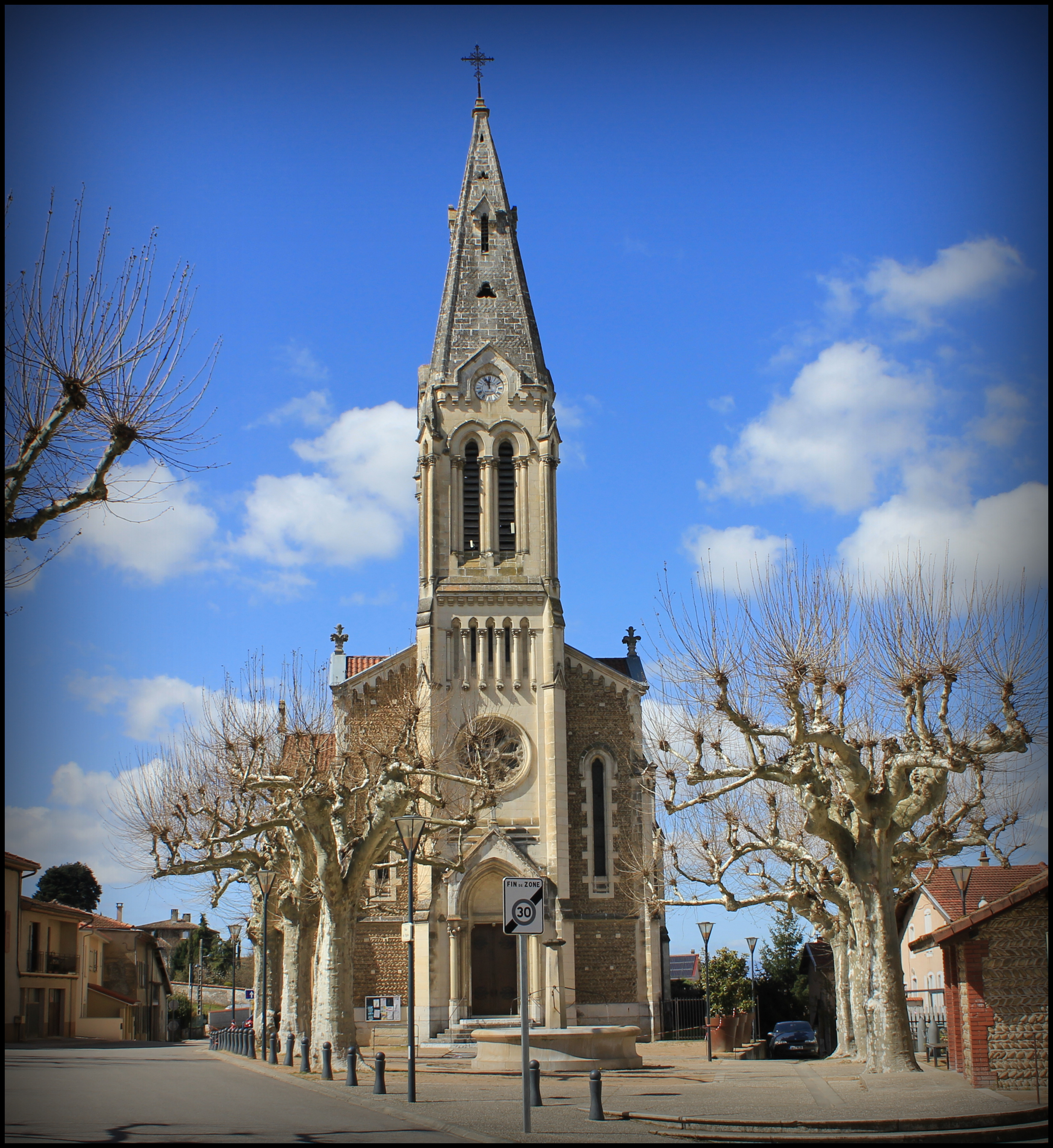
Église de Lens-Lestang.

### Manifestations culturelles et festivités
Fête : 15 août (pèlerinage).

### Loisirs
- Pêche et chasse[16].
- Randonnées[16].

## Économie

### Agriculture
En 1992 : céréales, vergers, bovins, caprins, ovins.
- Foires : 27 avril, 25 juin, 11 septembre, 27 novembre[16].

## Culture locale et patrimoine

### Lieux et monuments
- Tours anciennes[16].
- Chapelle romane de Chatenay érigée après un vœu à l'époque des croisades[23]. Aujourd'hui restaurée, elle fait l'objet d'un pèlerinage chaque 15 août.
- Chapelle (Xe et XIe siècles) au cimetière[16].
- Château du Double construit entre le XVIIe siècle et le XIXe siècle[24] : gypseries et sculptures du XVIIIe siècle[16].
- Moulin à farine référencé sur cartographies de Cassini publiées en 1815. Moulin modernisé en 1921. Cessation en 1989[réf. nécessaire].
- Église Saint-Jean-Baptiste, construite entre 1892 et 1907. De dimensions imposantes, sa construction nécessita des techniques audacieuses pour vaincre l'instabilité du sol due à la présence de la nappe phréatique. Le clocher, surmonté d'une croix, culmine à 48 mètres. Il abrite trois cloches, remarquablement accordées, dont le fameux bourdon « Jean- Baptiste » qui pèse plus de 1 500 kg[réf. nécessaire].
- Château Levaux[23], maison forte moderne.

### Patrimoine culturel
- Musée de l'ours et de la poupée.

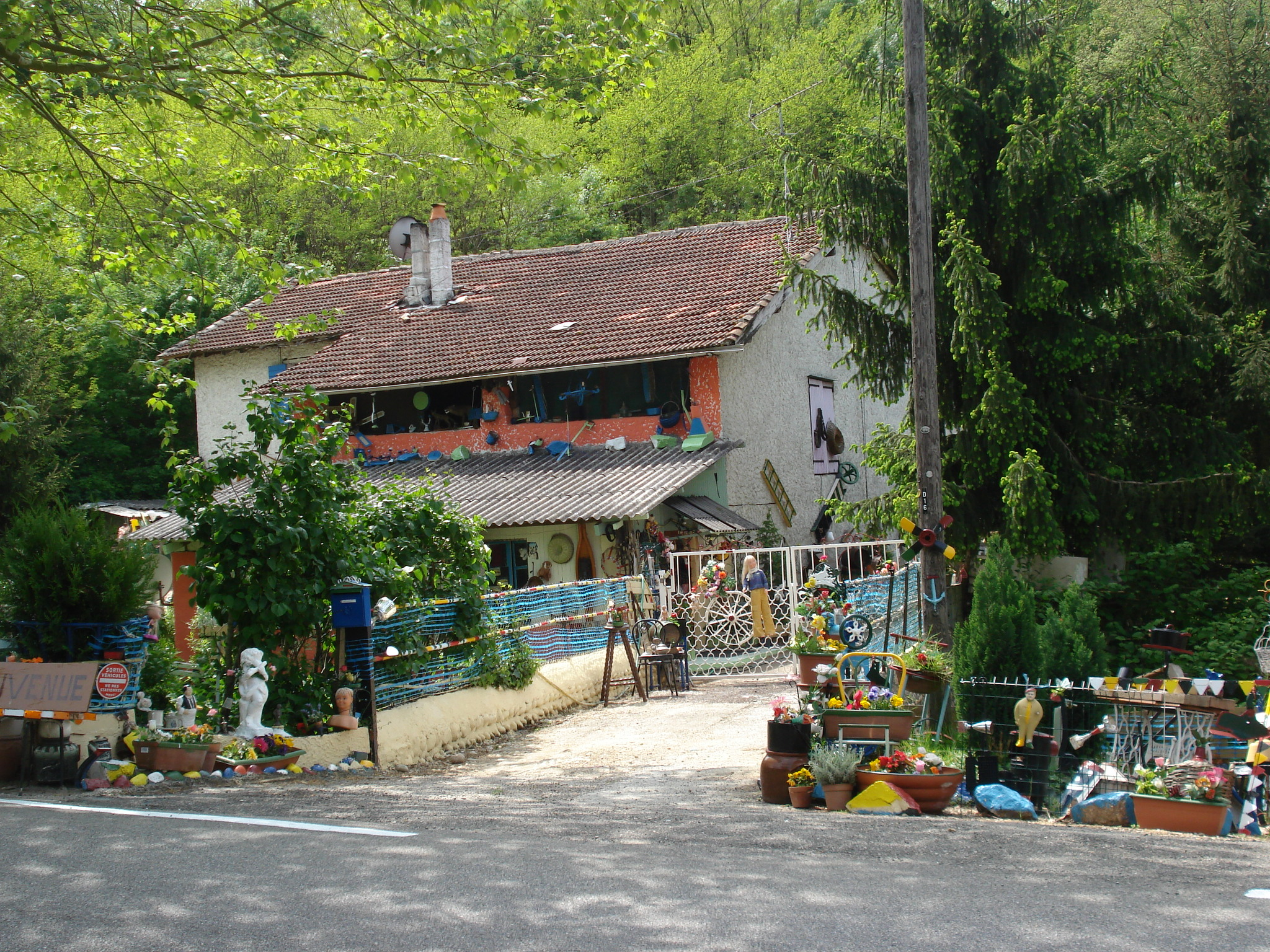
Maison du marin.

- Maison décorée dans le style art brut d'objets chinés à la brocante et peints de couleurs vives par Christian Guillaud dit « le Marin »[réf. nécessaire].

### Héraldique, logotype et devise
| Blason de Lens-Lestang | Blason  | De gueules au loup d'or emportant dans sa gueule un mouton d'argent, accorné (et onglé) de sable.                                |
| Blason de Lens-Lestang | Détails | Blason attribué par Charles d'Hozier en 1696 et repris par la commune de Lemps. Le statut officiel du blason reste à déterminer. |